# Forces Armades de Tunísia
Les Forces Armades de Tunísia és l'organisme encarregat de la defensa nacional de Tunísia, i estan formades per l'Exèrcit de Tunísia, la Força Aèria de Tunísia i la Marina de Tunísia.
El comandant en cap és el president de la república i les despeses militars són l'1,5% del pressupost. El nombre total de membres és de 35.000 soldats conscrits. Del servei militar els joves es poden lliurar pagant a l'estat una quantitat important del seu sou durant el temps que dura el servei (un any). Més de cent ml joves arriben cada any a l'edat militar però només un terç compleix l'any de servei.